# Gawwada jezik
Gawwada jezik (gauwada, gawata, kawwad’a, kawwada; ISO 639-3: gwd), jezik dullayske podskupine istočnokušitskih jezika zapadno od jezera Chamo u Etiopiji, kojim govori oko 32 700 (1994 popis) od 33 971 etničkih (1994 popis).
Postoji više dijalekata: dihina (tihina, tihinte), gergere (k’ark’arte), gobeze, gollango (kollanko), gorose (gorrose, korrose), harso (worase). U upotrebi je i amharski [amh]. Pismo: etiopsko.

## Vanjske poveznice
- Ethnologue (14th)
- Ethnologue (15th)